# 8-하이드록시퀴놀린

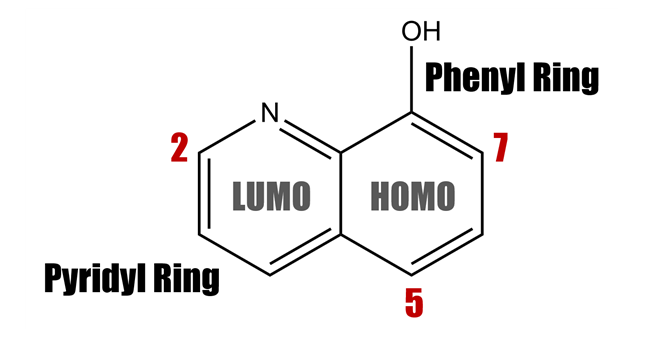
8-하이드록시퀴놀린(8-Hydroxyquinoline)

8-하이드록시퀴놀린(8-Hydroxyquinoline)은 금속 이온의 정량적 측정에 사용되는 킬레이트제이다. 퀴놀린과 알루미늄 복합체는 유기 발광 다이오드(OLED)의 구성 요소이다. 퀴놀린 고리의 치환기의 변화는 그의 발광 특성에 영향을 미친다.
광 화학적으로 유도 된 여기 상태의 쌍성이온(zwitterionic) 이성질체는 수소 원자가 산소에서 질소로 전달되는 형태로 형성된다
퀴놀린과 형성된 착물들은 소독제, 소독제, 살충제 성질을 보이며 전사 억제제로 작용하기도 한다. 퀴놀린이 알코올에 녹아있는 용액은 액체 붕대에 사용된다. 한때 항암제로서도 관심이 있었던 적이 있었다.
침습 식물인 센타우레아 디퓨사의 뿌리는 8-히드록시퀴놀린을 분비하는데, 이는 그것과 함께 진화되지 않은 식물에게 부정적인 영향을 미친다.